# Савонетте (газове родовище)
Савонетте — офшорне газове родовище у 80 км на схід від острова Тринідад, в економічній зоні Тринідаду і Тобаго. Належить до басейну Columbus.

## Опис
Відкрите у 2004 році розвідувальною свердловиною Chachalaca. В ході дорозвідки успішно спорудили оцінні свердловини Sav 2, Sav 3 і розпочали буріння Sav 4, проте аварія на платформі Deepwater Horizon у 2010 році вимусила тимчасово призупинити роботи для перевірки достатності заходів безпеки офшорних робіт. 2012 року бурове судно Rowan EXL II відновило роботи на Sav 4, що була пробурена до глибини 5603 метри під океанським дном (глибина води в районі свердловини — 90 метрів). Результати Sav 4 дозволили збільшити удвічі оцінку запасів, яка досягла 60 млрд.м3 газу.
Розробка родовища розпочалась у 2009 році за допомогою дистанційно керованої платформи з потужністю до 28 млн.м3 на добу. Для скорочення витрат використовувався типовий проєкт, за яким вже були встановлені платформи на родовищах Cannonball, Mango та Cashima. Від Савонетте газ надходить для підготовки на платформу Mahogany B, до якої веде трубопровід довжиною  8,5 км.
Успішні результати Sav 4 призвели до рішення про спорудження ще кількох свердловин. На початок 2014 року були пробурені Sav 5, Sav 6 та почата підготовка до робіт на Sav 7.